# Sclerophrys capensis
Sclerophrys capensis és una espècie de gripau de la família dels bufònids.

## Taxonomia
Aquest gripau va ser descrit com Bufo rangeri el 1935, per John Hewitt de l'Albany Museum a Grahamstown, a partir de col·leccions creades pel naturalista Gordon A. Ranger a la seva granja de la provincia Eastern Cape de Sud-àfrica. Entre altres configuracions descrites a partir d'aquelles col·leccions hi havia el Bufo pardalis  o gripau leopard de l'Est, que va ser diferenciat per Ranger del gripau cridaner pels seus raucs i la conducta. Hewitt va classificar el gripau cridaner, juntament amb la major part de gripaus de gran dimensió de Sud-àfrica en subespècies del gripau africà Bufo regularis (actualment es considera aquesta espècie absent de Sud-àfrica, present principalment al Sud del Sàhara, al Nord de l'equador). L'any 1964, Poynton va qualificar el Bufo rangeri de Hewitt, com espècie amb ple estatus, separadament de formes amb formes característiques concurrents. 
Frost i altres autors (2006) l'han assignat al nou genus Amietophrynus, com a part d'una revisió global de taxonomia d'amfibis basada en dades de seqüències ADN. Va ser descrit com Bufo rangeri per John Hewitt el 1935. Va ser reclassificat el 2006 en el gènere Amietophrynus i Ohler & Dubois el 2016 el van posar en el gènere del Sclerophrys. Ohler & Dubois van concloure que l'Amietophrynus rangeri de Hewitt era el mateix que el Bufo capensis que Tschudi ha descrit. Així, el nom vàlid del gripau Sclerophrys capensis descrit per Johann Jakob von Tschudi, el 1838 amb el protònim Bufo capensis.

## Descripció
La seva longitud màxima, de morro a anus, és d'uns 120 mm. És un gripau habitualment robust mig/gran, amb la pell dorsal i lateral amb protuberàncies similars a berrugues distribuïdes aleatòriament. El color de la pell és marró-gris amb taques fosques marró, sovint en parelles, als costats de la línia dorsal. Les taques fosques al cap s'uneixen en cintes al darrere i entre els ulls. La pell anterior dorsal del cap no presenta taques marró fosques. Com la majoria de gripaus típics té una glàndula paròtide darrera de cada ull. Si se'l fereix, segrega petites gotes de verí a les glàndules paròtides i això pot danyar animals domèstics que els mosseguin. A la part inferior de la gola els mascles hi tenen una cinta de color blau fosc.

## Rauc
El rauc d'avís, que fan els mascles en època d'aparellament, és un so intens i repetitiu similar als dels ànecs. Els mascles que són en grups i rauquen generalment se separen al cantell de l'aigua o entre les plantes a l'aigua. Els grups de mascles criden alternativament.

## Hàbits
El seu tarannà és aquàtic, habitant normalment en basse, estanys i rierols, tot i que sembla que prefereixen aigua corrent com a les fonts i similar. El seu comportament és típicament tímid, però com acostumen a fer els gripaus s'atreveixen a entrar a cases on puguin trobar insectes que són atrets per la llum, excepte a l'època d'aparellament. Cerquen espais humits, protegits, on és dòcil, si no se'l molesta. S'alimenta de pràcticament qualsevol animal petit, també vertebrats, però principalment insectes tan gran com grills.

## Distribució
Habita a Lesotho, Sud-àfrica, Eswatini, i possiblement a Botswana, a Moçambic, a Namíbia i a Zimbàbue. El seu hàbitat inclou boscos tropicals o subtropicals secs, sabanes seques, zones seques de matollar tropicals o subtropicals, prades, llacs d'aigua dolça, aiguamolls d'aigua dolça, terra arable, plantacions, zones d'emmagatzematge d'aigua i estanys. També se'l coneix com a «gripau cridaner».